# Ray LaHood
Raymond H. „Ray” LaHood (ur. 6 grudnia 1945 w Peorii w Illinois) – amerykański polityk, członek Partii Republikańskiej. W latach 1995–2009 przez siedem kolejnych kadencji Kongresu Stanów Zjednoczonych był przedstawicielem osiemnastego okręgu wyborczego w stanie Illinois do Izby Reprezentantów Stanów Zjednoczonych (nie ubiegał się o reelekcję w 2008).
Obecnie LaHood jest sekretarzem transportu w administracji prezydenta Baracka Obamy. Jest tym samym jedynym republikaninem na stanowisku sekretarza departamentu (sekretarz obrony Robert Gates, choć określa się mianem republikanina, formalnie pozostaje bezpartyjnym).
Jest synem Mary A. LeHood (Vogel), która ma niemieckie korzenie, i Edwarda M. LaHooda, Amerykanina pochodzenia libańskiego.